# الدعیه (کویت)
الدعیه (به عربی: الدعیة) یک منطقهٔ مسکونی در کویت است که در استان عاصمه واقع شده‌است. الدعیه ۱۱٬۲۸۹ نفر جمعیت دارد و ۱۵ متر بالاتر از سطح دریا واقع شده‌است.